# 그레이엄 로저스
그레이엄 로저스(Graham Rogers, 1990년 12월 17일 ~ )는 미국의 배우이다. 《레볼루션》에서 대니 매시슨, 《콴티코》에서 케일럽 하스 역으로 잘 알려져 있다.